# Markvartovice
Markvartovice (en allemand : Markersdorf  ; en polonais : Markwartowice) est une commune du district d'Opava, dans la région de Moravie-Silésie, en République tchèque. Sa population s'élevait à 2 128 habitants en 2021.

## Géographie
Markvartovice se trouve à 4 km à l'est-nord-est de Hlučín, à 25 km à l'est-sud-est d'Opava, à 10 km au nord-nord-ouest d'Ostrava et à 273 km à l’est de Prague.
La commune est limitée par Šilheřovice au nord et à l'est, par Ludgeřovice au sud et par Hlučín à l'ouest.

## Histoire
La première mention écrite de la localité date de 1377.

## Transports
Par la route, Ludgeřovice se trouve à 10 km d'Ostrava, à 30 km d'Opava et à 355 km de Prague.